# Olga Zumarán
Olga Roxana Gianina Zumarán Burga (Lima, 21 de mayo de 1960), conocida como Olga Zumarán, es una primera actriz, modelo, presentadora de televisión, locutora de radio y exreina de belleza peruana. Es más conocida por sus roles televisivos de Eva Olazo en 1000 oficios, Mercedes Graña en Así es la vida y Yolanda Arriola en Al fondo hay sitio.

## Biografía
Hija del teniente coronel EP José Zumarán, natural de Arequipa, y Socorro Burga. Realizó sus estudios escolares en el colegio San José de Cluny de la ciudad de Lima. Estudió Psicología en la Universidad Femenina del Sagrado Corazón.
A los 18 años, ganó el certamen Miss Perú Universo representando a la Ciudad de Arequipa, evento que se realizó en el Teatro Municipal de Lima. Zumarán, quedó entre las finalistas (Top 12) del Miss Universo 1978 realizado en México.
En 1981 ganó el título Miss Perú Mundo 1981 y representó a su país en Miss Mundo 1981 realizado en Londres.
En 2002 inició su carrera en la actuación incorporándose al elenco principal de la serie Mil Oficios. En 2004 actuó en la serie Así es la vida de América Televisión. 
En 2009 fue elegida Señora Perú Mundo, en una cita realizada en el Palacio Municipal. Representó a su país en noviembre del mismo año en Vietnam.
En 2010 tuvo una corta participación en la serie Al fondo hay sitio.
En 2012 regresó como locutora de radio con el magacín En privado con Olga.
En 2024 asumió la dirección de Miss Perú Mundo.

## Filmografía

### Cine
- Como En El Cine (2015) como Sofia Vittorelli.
- Sahara Hellen: El Regreso del Vampiro (2019) como Madre de Hellen.
- Sugar en Aprietos (2022).[9]

### Televisión

#### Series y telenovelas
- Mil Oficios o 1000 Oficios (2001–2003) como Eva Olazo.
- Así es la vida (2004–2008) como Mercedes "Mechita" Graña Montero de Sánchez.
- Fuego cruzado: Vidas extremas (2009) como Ella misma.
- Las Locas Aventuras de Jerry y Marce (2009) como Mercedes "Mechita" Graña Montero de Sánchez.
- Al fondo hay sitio (2010) como Yolanda Arriola.
- Solamente milagros (2012) como Mamá (Episodio: Discriminada).
- Los amores de Polo (2012).
- ¿O Besas o no Besas? (2018).

#### Programas
- Dr. TV (2012; 2013; 2015; 2016) como Invitada.
- En qué andas Arequipa (2013) como Presentadora.
- A las once (2013) como Invitada.
- Pandora Slam (2016) como Invitada.
- La Banda del Chino (2021) como Invitada.
- América hoy (2021) como Invitada.
- América espectáculos (2021) como Invitada.
- Plano detalle (2021) como Invitada.

### Vídeos musicales
- Yolanda "Que mujer más bella" (2010) como Yolanda Arriola.

## Teatro
- Locura de amor (2003) como Elena (Director: Efraín Aguilar Pardavé).
- Papito piernas largas (2016).
- Voces del corazón (2017) como Felicia Barandiarán.[10]
- Tres mujeres y un gigolo (2017).[11]

## Radio
- En privado con Olga (2012) como locutora.
- Que hacer (2018) como locutora. Emitido en Radio Nacional.[12]

## Eventos

### Certámenes de belleza
- El Miss Universo Perú 1978 (1978) como Concursante.
- El Miss Universo 1978 (1978) como Concursante.
- El Miss Perú Mundo 1981 (1981) como Candidata.
- El Miss Mundo 1981 (1981) como Candidata.
- El Señora Perú Mundo (2009) como Concursante.
- El Miss Perú Tusán como Jurado.
- El Miss Perú 2016 (2016) como Jurado.
- El Miss Perú 2016 Universo (2016) como Jurado.

### Otros
- Campaña Útero Sin Vergüenza (2021–presente) como Embajadora.

## Distinciones

### Certámenes de belleza
- Miss Universo Perú 1978.
- Miss Perú Mundo 1981.
- Señora Perú Mundo 2009.

| Predecesor: María Isabel Frías Zavala | Miss Universo Perú 1978 | Sucesor: Jacqueline Brahm |